# Martin Řehák
Martin Řehák   (Hrubá Vrbka, 20 d'agost de 1933 - Praga, 25 de març de 2010) fou un atleta txec, especialista en el triple salt, que va competir sota bandera de Txecoslovàquia durant la dècada de 1950.
El 1956 va prendre part en els Jocs Olímpics d'Estiu de Melbourne, on fou cinquè en la prova del triple salt del programa d'atletisme.
En el seu palmarès destaca una medalla de bronze en la prova del triple salt del Campionat d'Europa d'atletisme de 1954, rere Leonid Sxerbakov i Roger Norman i una medalla de plata i una de bronze al Festival Mundial de la Joventut i els Estudiants. També guanyà tres campionats nacionals, de 1955 a 1957; i va millorar en deu ocasions el rècord nacional del triple salt, sent el primer txecoslovac en superar els 15 metres.

## Millors marques
- Triple salt. 15,85 metres (1956)[1][6]